# Никоретте
Никоретте (международное название «Nicorette») — препарат для лечения никотиновой зависимости в форме жевательных резинок, таблеток для рассасывания, пластырей двух видов (прозрачных и непрозрачных) и спрея, содержащих никотин.
Это торговая марка, включающая в себя ряд никотинсодержащих продуктов для никотинзаместительной терапии (НЗТ). Первым никотинзаместительным препаратом, представленным на рынке, стала жевательная резинка «Никоретте», разработанная шведской компанией «AB Leo» в конце 70-х годов.
Производителем продукции под маркой «Никоретте» является дочерняя организация компании «Johnson & Johnson» компания «McNeil Consumer Healthcare". Лицензия на жевательную резинку «Nicorette Gum» в США принадлежит компании «GlaxoSmithKline», во всем остальном мире — компании «Johnson & Johnson».
Препараты НЗТ, включая жевательную резинку и трансдермальный пластырь, внесены в Примерный перечень основных лекарственных средств ВОЗ.
Название «Никоретте» происходит от слова «никотин» и шведского слова «rette» (правильный формат).

## История

### Разработка никотиновой жевательной резинки
Первым препаратом торговой марки «Никоретте» стала никотиновая жевательная резинка, разработанная компанией «Leo ABcompany» (позже вошла в состав «Pharmacia & Upjohn») из Хельсингборга (Швеция). Эта жевательная резинка стала первым препаратом никотинзаместительной терапии и благодаря ей её создатель Ове Ферно стал обладателем титула «основатель современной фармакотерапии курения».
12 декабря 1967 вице-президент по исследованиям и развитию компании «AB Leo» Ове Ферно получил письмо от своего друга доктора Клауса Лунгрена из департамента авиационной медицины Института физиологии Лундского университета, в котором тот предлагал заняться разработкой орального заменителя табака. Вместе с коллегой Стефаном Лихтнекертом они обратили внимание на то, что экипажи подводных лодок и самолётов при отсутствии возможности курить переходили на жевание табака и снюса. Они также предложили название «Никоретте» (от слова «никотин» и шведского слова «rette» (правильный формат).
1969 — Ове Ферно начал проводить эксперименты с жевательной резинкой, и после года её использования сам бросил курить.
1971 — Была представлена первая никотиновая жевательная резинка от компании «AB Leo». Впервые в состав жевательной резинки была включена ионообменная смола (полакрилекс), что позволило контролировать уровень выделения никотина в процессе жевания. Как объяснил сам автор: «Нет ничего нового в том, чтобы просто добавить никотин в жевательную резинку. Вот заключить никотин в ионообменную смолу и добавить её в жевательную резинку, чтобы была возможность контролировать уровень выделения никотина — вот изобретение»..[14]:1220 В этом же году профессор клинической физиологии Лундского университета Хакан Уэстлинг начал проводить клинические испытания в университетской клинике в Лунде. Результаты его исследований были представлены на Второй всемирной конференции по табакокурению и здоровью в Лондоне.
1973 — Результаты исследований Уэстлинга и статья Ове Ферно опубликованы в журнале «Психофармакалогия».
1975 — Никотиновая жевательная резинка представлена на Третьей всемирной конференции по табакокурению и здоровью в Нью-Йорке, в ходе которой Ове Ферно наладил партнёрские взаимоотношения с британским исследователем Майлом Расселом из Института психиатрии, впервые осуществившим измерение уровня никотина в крови. Рассел с коллегами из научно-исследовательского отдела зависимостей Института психиатрии продолжили дальнейшее исследование никотиновой жевательной резинки в рамках рандомизированных контролируемых испытаний, проводимых Британским советом медицинских исследований и Министерством здравоохранения и социального обеспечения Великобритании.
1978 — Жевательная резинка «Никоретте» зарегистрирована в качестве лекарственного средства в Швейцарии.
1981 — Жевательная резинка «Никоретте» зарегистрирована в Швеции. Изначально Государственное фармацевтическое управление Швеции отказалось регистрировать «Никоретте» в качестве лекарственного средства, поскольку в то время курение не рассматривалось как зависимость, а считалось осознанно выбранным образом жизни. Кроме того, Национальное управление здравоохранения и социального обеспечения Швеции причисляло никотинсодержащие продукты, употребляемые орально, не к лекарственным препаратам, а к пищевым продуктам.
13 января 1984 года, после 34 месяцев рассмотрения, жевательную резинку «Никоретте» одобрило Управление по санитарному надзору за качеством пищевых продуктов и медикаментов США. На рынке США препарат был представлен компанией « Marion Merrell Dow» по лицензии «AB Leo».

### Разработка других продуктов
1991 — На рынке представлен пластырь «Никоретте».
1994 — Разработан спрей для носа.
1996 — Управление по санитарному надзору за качеством пищевых продуктов и медикаментов выдало разрешение на продажу жевательной резинки «Никоретте» и трансдермального никотинового пластыря «NicoDerm CQ» без рецепта.
1996 — Начались продажи ингалятора «Никоретте».
1999 — Начались продажи подъязычных микротаблеток «Никоретте».
2002 — Управление по санитарному надзору за качеством пищевых продуктов и медикаментов выдало разрешение на продажу таблеток для рассасывания без рецепта.
2004 — Под маркой «Никоретте» выпущена первая жевательная резинка, покрытая оболочкой «Peppermint». Сладкая оболочка с заменителем сахара (ксилитол) и ароматизатор позволили продлить сладкий вкус и аромат жевательной резинки. Это дало возможность разработать более сладкие и вкусные никотиновые жевательные резинки с фруктовым и мятным ароматами, перебивающими неприятный вкус никотина.
2005 — Под маркой «Никоретте» выпущена жевательная резинка «Fresh Mint».
2008 — В декабре 2008 года в линейке продукции «Никоретте» появился новый полупрозрачный никотиновый пластырь под торговым названием «Invisipatch».
2009 — Под маркой «Никоретте» представлена отбеливающая жевательная резинка «Icy White» и жевательня резинка с мягким ментоловым вкусом «Mentolmint».
В конце ноября 2010 года в линии «Никоретте» появился оральный спрей «QuickMist» 1 мг. Новый формат никотинзаместительной терапии обеспечил более быстрое поглощение никотина по сравнению с таблетками для рассасывания или жевательной резинкой. Так же в этом году начались продажи на фармакологическом рынке России.
В январе 2011 года в Англии вышло мобильное приложение Nicorette для iOS с возможностью ставить цели, делиться достижениями, списком желаний, отвлекающих моментов, информацией и играми.

## Фармакологическое действие
«Никоретте» относится к фармакологической группе н-холиномиметиков, снижает тягу к курению. Препарат позволяет снизить выраженность симптомов «отмены», возникающих при отказе от курения у тех, кто решил бросить курить. Взаимодействует с периферическими (в том числе расположенными в синокаротидной зоне, вегетативных ганглиях, мозговом веществе надпочечников и нервно-мышечных пластинках) и центральными н-холинорецепторами. В низких концентрациях возбуждает их, в высоких — блокирует. В ганглиях первая фаза (возбуждение) связана с деполяризацией мембран ганглионарных нейронов, вторая (угнетение) — с конкурентным антагонизмом с ацетилхолином. В ЦНС влияет на содержание и модулирует высвобождение ацетилхолина, норадреналина, серотонина и др. медиаторов в окончаниях нейронов. Уменьшает секрецию СТГ и гонадотропинов, повышает — катехоламинов и АДГ.
Препарат способствует высвобождению эндорфинов. Действие на ЦНС (возбуждение или угнетение) зависит от доз, интервалов между ними и психологического состояния человека.

## Показания
Лечение табачной зависимости.

## Противопоказания
Основным противопоказанием к использованию продукции «Никоретте» является гиперчувствительность к никотину.

### Во Франции и Великобритании
До недавнего времени противопоказанием к использованию препаратов никотинзаместительной терапии считались и заболевания сердечно-сосудистой системы. Но в 2003 году Французское агентство по санитарной безопасности медицинских товаров отменило все противопоказания, связанные с заболеваниями сердечно-сосудистой и цереброваскулярной систем. В 2005 году такое же решение было принято Агентством по контролю лекарственных препаратов и товаров медицинского назначения Великобритании. Причиной тому стало то, что польза никотинзаместительной терапии превышает риск негативного воздействия никотина, даже у курильщиков с заболеваниями сердечно-сосудистой системы.

### В США
В 2013 американское Управление по санитарному надзору за качеством пищевых продуктов и медикаментов отменило противопоказания, связанные с применением препаратов НЗТ во время курения.
Управление одобрило маркировку продукции «Никоретте» для беременных и кормящих матерей, указав, что «данный лекарственный препарат наносит меньше вреда, чем курение. Тем не менее, возможное воздействие на ребенка не исследовано в полном объеме».
Управление не рекомендует использование препаратов «Никоретте», если пациент продолжает курить, жевать табак, нюхать его или потреблять другие никотинсодержащие продукты.
Управление рекомендует проконсультироваться с врачом при наличии в анамнезе следующих заболеваний:
- заболевания сердца, недавно перенесённый сердечный приступ, тахикардия,
- повышенное давление,
- если пациент принимал рецептурные препараты для лечения депрессии или астмы.

Кроме того, в список противопоказаний в США по различным формам выпуска препаратов входят бессолевая диета, язва желудка при диабете (для жевательных резинок и таблеток для рассасывания), аллергия на клейкую ленту или заболевания кожи (для пластыря).
Управление рекомендует прекратить использование препаратов «Никоретте» в случае возникновения нерегулярного или учащенного сердцебиения, симптомов передозировки никотина (тошнота, рвота, головокружение, слабость, быстрое сердцебиение) или покраснения кожи, вызванного пластырем.

### В России
Российские инструкции к препарату в качестве противопоказаний выделяют только повышенную чувствительность к никотину и другим компонентам препарата, однако выделяют категории пациентов, которые должны пользоваться препаратом с осторожностью, в частности:
- пациентов, составляющих группу сердечно-сосудистого риска,
- пациентов с тяжёлой или умеренной печеночной недостаточностью, тяжёлой почечной недостаточностью, а также язвенной болезнью желудка или двенадцатиперстной кишки в стадии обострения,
- пациентов с неконтролируемым гипертиреозом и феохромоцитомой,
- пациентов с сахарным диабетом.

Применительно к беременным и кормящим матерям российские контролирующие органы занимают ту же позицию, что и их американские коллеги.

## Побочные действия
Нежелательные явления при использовании разных лекарственных форм «Никоретте» аналогичны; большинство из них дозозависимы. Некоторые симптомы, в том числе головокружение, головная боль и бессонница, могут быть обусловлены синдромом «отмены» при отказе от курения. Этим же обстоятельством может быть обусловлено повышение частоты афтозного стоматита, однако истинная причинно-следственная связь неясна.
Российские инструкции препарата выделяют следующие побочные действия:
| Побочное действие                                                                    | Частота проявления симптома | Симптом                                                                   |
| ------------------------------------------------------------------------------------ | --------------------------- | ------------------------------------------------------------------------- |
| нарушения со стороны нервной системы                                                 | часто                       | головокружение, головная боль                                             |
| кардиологические нарушения                                                           | нечасто                     | ощущение сердцебиения                                                     |
| кардиологические нарушения                                                           | очень редко                 | мерцание предсердий                                                       |
| нарушения со стороны пищеварительной системы                                         | часто                       | желудочно-кишечный дискомфорт, тошнота, икота, рвота                      |
| нежелательные явления со стороны кожи и подкожной ткани (для жев. резинки, пластыря) | нечасто                     | крапивница                                                                |
| системные нарушения и осложнения в месте введения (для пластыря)                     | очень часто                 | кожный зуд                                                                |
| системные нарушения и осложнения в месте введения (для пластыря)                     | часто                       | эритема                                                                   |
| другие (для таблетки)                                                                | часто                       | боль в горле, раздражение слизистой оболочки полости рта, сухость в горле |
| другие (для жев. резинки)                                                            | очень часто                 | боль в горле или во рту, мышечные челюстные боли                          |
| другие (для жев. резинки)                                                            | редко                       | аллергические реакции, включая ангионевротический отек                    |

## Способ применения и дозы

### Жевательная резинка
Во время жевания из жевательной резинки «Никоретте» высвобождается никотин. Он всасывается слизистой оболочкой полости рта и поступает в системный кровоток. Во избежание риска передозировки никотином жевательную резинку рекомендуется жевать медленно и с перерывами. Кроме того, во время жевания не рекомендуется есть и пить, поскольку еда и напитки могут уменьшить количество поглощаемого никотина.
Жевательная резинка «Никоретте» существует в двух вариантах: с дозировкой 2 мг на подушечку и 4 мг на подушечку. Дозировка подбирается в соответствии со степенью никотиновой зависимости: для незаядлых курильщиков предназначена жевательная резинка с 2 мг никотина, для заядлых (тех, кто выкуривает более 25 сигарет в день) — с 4 мг никотина. Употреблять жевательную резинку следует сразу при возникновении тяги к курению. Средняя доза на взрослого человека — 9 — 12 подушечек в день. Управление по санитарному надзору за качеством пищевых продуктов и медикаментов ограничивает максимальное количество подушечек по 2 мг до 24 штук в день.
Рекомендуется применять жевательную резинку по 12-недельному графику, сокращая количество жевательных резинок к концу терапии.

### Пластырь
Пластыри обеспечивают медленное поступление никотина в кровь в течение дня. Пластыри активны в течение 16 часов. Обычно их приклеивают утром и снимают перед сном.
Программа отказа от курения с применением пластыря длится 12 недель: пластырь 25 мг (25 мг никотина на 16 часов) в течение восьми недель (Шаг 1), пластырь 15 мг в течение двух недель (Шаг 2), пластырь 10 мг в течение последних 2 недель (Шаг 3). Незаядлым курильщикам (выкуривающим менее 10 сигарет в день) рекомендуется начинать лечение с шага 2 (15 мг) в течение 8 недель, и сократить дозировку до 10 мг в течение последних двух недель.

### Микротаблетки
Микротаблетки обеспечивают поступление никотина в организм через рот. В отличие от жевательной резинки, пациент должен дать микротаблетке раствориться под языком (рассасывается в течение 20 — 30 минут). Воздействие равносильно действию никотиновой жевательной резинки 2 мг.
Микротаблетки используются как для отказа от курения так и для сокращения количества выкуриваемых сигарет. Стандартная доза для отказа от курения — 1 таблетка (2 мг) в час для тех пациентов, кто выкуривает менее 20 сигарет в день. Если тяга к курению очень сильная, можно принять две таблетки сразу. Большинству пациентов требуется от 8 до 24 таблеток в день. Агентство по контролю лекарственных препаратов и товаров медицинского назначения Великобритании не рекомендует употреблять больше 40 таблеток. Лечение следует прекратить, когда количество потребляемых таблеток достигнет 1 — 2 в день.

### Спрей

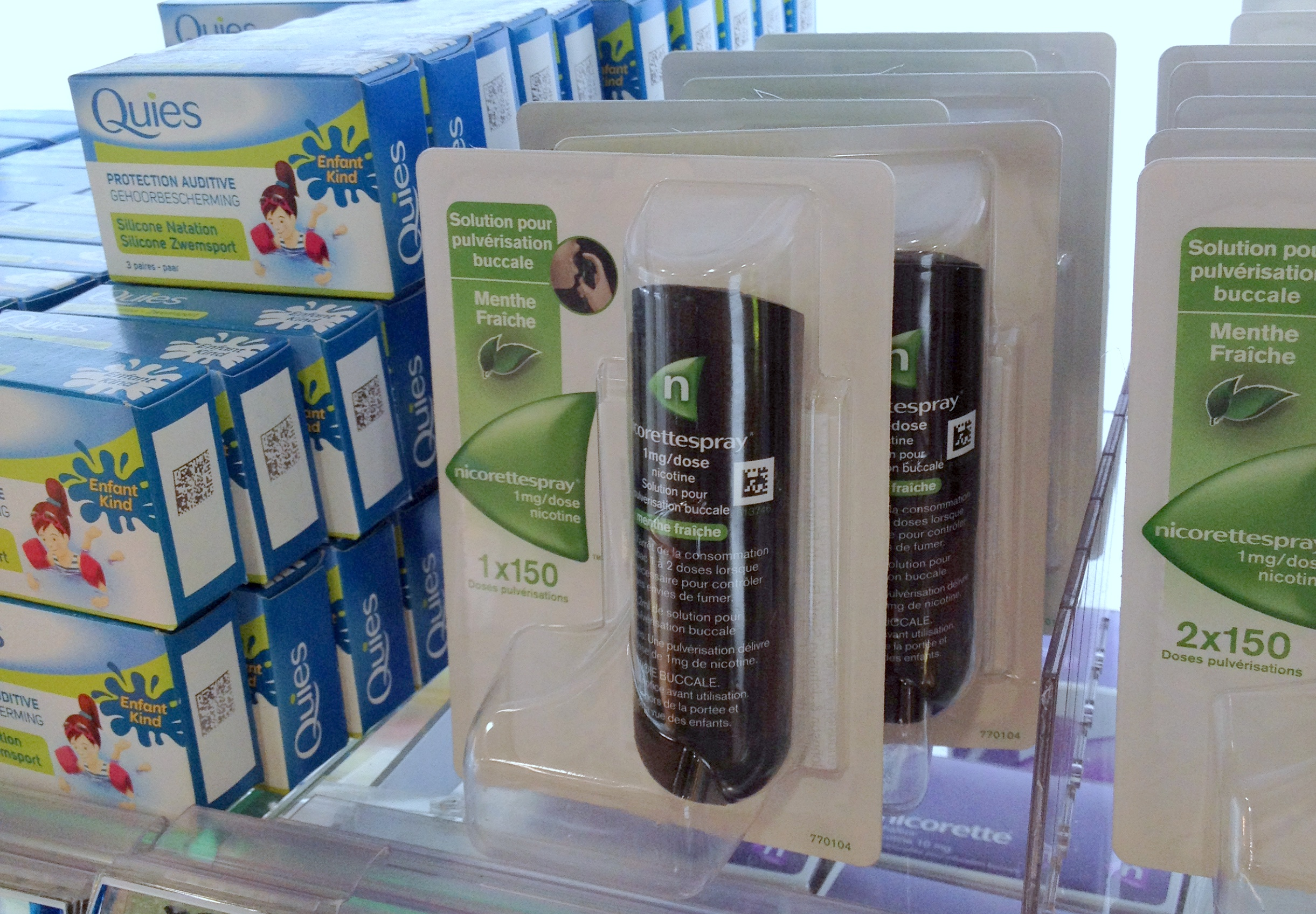
Спрей Nicorette в аптеке (Франция)

Это спрей-распылитель для местного применения в ПЭТ (полиэтилентерефталат) бутылке, помещённый в дозатор с механическим нагнетающим распылителем. Один флакон содержит 13,2 мл раствора (как минимум 150 доз). Раствор состоит из: 13,6 мг никотина, пропиленгликоль — 150 мг, этанол — 97 мг, трометамол — 40,5 мг, полоксамер — 40 мг, глицерол — 25 мг, гидрокарбонат натрия — 14,3 мг, левоментол — 10 мг, ароматизатор мятный QL24245 — 4 мг, ароматизатор Cooler 2 SN046680 — 3 мг, сукралоза — 1,5 мг, ацесульфам калия — 1,5 мг, хлористоводородная кислота 10 % — достаточное количество до pH 9, вода — достаточное количество до 1 мл.
Спрей применяют, когда есть желание курить. Агентство по регулированию лекарственных средств и медицинских изделий Великобритании предлагает использовать не более 2 впрыскиваний за раз, до 4 в час и не более чем 64 раза на 24 часа.
Спрей Nicorette считается самым передовым форматом никотиновой заместительной терапии (НЗТ) из-за скорости действия. Как пояснил Гай Сазерленд (англ. Gay Sutherland), научный психолог исследования табака, в Королевском колледже в Лондоне (англ. King’s College London): «после затяжки сигаретой курильщики получают дозу никотина в мозг в течение около 20 секунд. Для большинства препаратов никотин заместительной терапии время действия составляет от 30 минут до 3 часов для достижения эффекта, в то время как спрей Nicorette гарантированно доставляет никотин в мозг в течение 60 секунд».
Существует также клинические данные, подтверждающие, что использование спрея в три раза увеличивает шансы бросить курить по сравнению только с силой воли.

## Особые указания
За счёт содержания никотина жевательная резинка имеет специфический вкус. Процесс отвыкания от курения с использованием жевательной резинки делится на 2 стадии: на первой стадии ослабляется синдром «отмены» и одновременно пациент адаптируется к новому психологическому состоянию; на второй — происходит постепенное отвыкание от жевательной резинки.

## Реклама и маркетинговые коммуникации

### Спонсорство на гонках яхт
«Никоретте» является спонсором гонок яхт с 1993 года после налаживания партнёрства с шведом финского происхождения Лудде Ингваллом, который в 1991 году основал команду, состоящую из некурящих спортсменов.

Табачным компаниям пришлось покинуть наземные виды спорта, так как был издан закон, запрещающий им рекламировать себя в спорте. Они поняли, что гонки яхт проводятся на территории международных вод, подчиняющихся совершенно другому законодательству, и все стали спонсировать этот вид спорта. Я был в ярости, когда увидел, как на воду выходят яхты с названиями табачных компаний на борту. Мне казалось нечестным, что они пришли в мой спорт. Это — зелёный спорт. Это — здоровый спорт. Его нельзя похищать— Лудде Ингвалл
.
В 1995 команду «Никоретте» сняли с гонки Кейп до Рио, спонсором которой была табачная компания «Ротманс». Капитан «Никоретте» опротестовал это решение, заявив, что: «Ротманс» испугались судна и здорового образа жизни, который оно пропагандирует". Позже представитель организационной комиссии гонки признал, что яхта была исключена из соревнования, так как рекламируемый ею продукт противоречил продукту спонсора. В том же году яхта стала победителем регаты Фастнет.
В 1997 яхта побила трансатлантический рекорд среди однопарусных лодок, доплыв из Нью-Йорка до мыса Лизард (в Великобритании) за 11 дней 13:22:58.
В 2000 и 2004 году второе и третье поколение «Никоретте» выиграли гонку из Сиднея до Хобарта.

### Спонсорство в автомобильных гонках

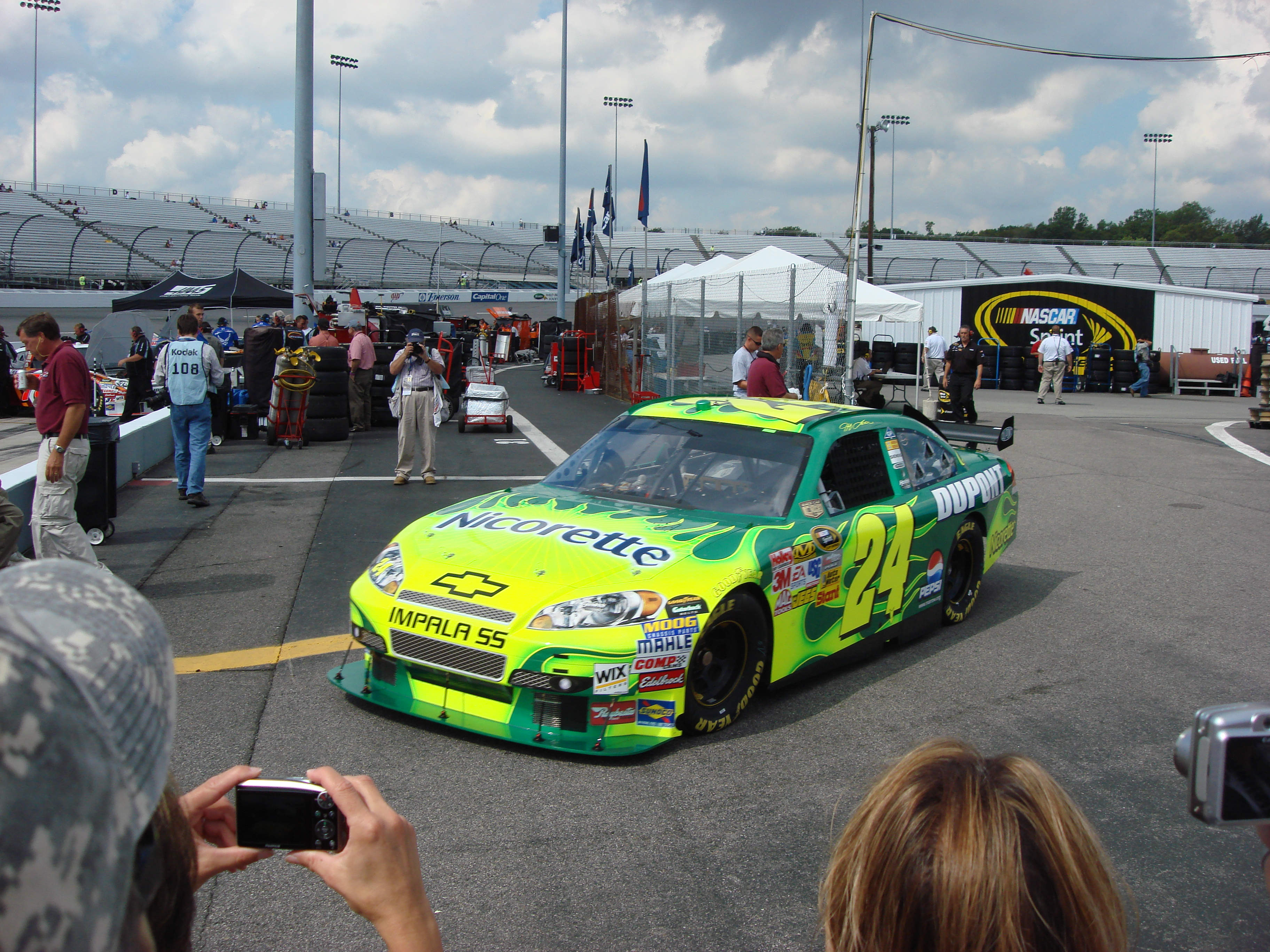
Гоночный автомобиль Джеффа Гордона «Никоретте», «Дюпонт»

В 90-х годах «Никоретте» («GlaxoSmithKline») спонсировала Денниса Витоло (бывшего курильшика) в гонке «Пэйтон-Койн Рэйсинг» и «Гран При Майами».
В 2005 году торговая марка стала спонсором Кейси Мерса в гонке НАСКАР.
С 2006 «Никоретте» является спонсором команды «Hendrick Motorsports» и автомобиля Джеффа Гордона.
Компания запустила программу «Nicorette’s Quit Crew», чтобы помочь участникам гонок отказаться от курения.
Сообщалось, что марка поддерживает гонки, поскольку фанаты НАСКАР курят больше, чем болельщики других видов спорта.